# Ius gladii
Das ius gladii (deutsch ‚Schwertrecht‘) bezeichnete die juristische Vollmacht, im Rahmen der Kapitalgerichtsbarkeit, außerhalb Roms die Todesstrafe auszusprechen und diese vollstrecken zu lassen.

## Republik
Diese Vollmacht war neben der justiziellen Autorität ein Bestandteil der exekutiven Gewalt eines Prokonsuls, die diesem in den Zeiten der Republik als Statthalter und somit als Vertreter Roms in der von ihm zu verwaltenden Provinz vom Souverän (S.P.Q.R.) verliehen worden war.

## Prinzipat
Das Schwertrecht bestand seit Augustus im Prinzipat weiter. Es wurde jedoch vom Kaiser, als dem obersten Gerichtsherrn und Souverän, in einer kaiserlichen Provinz an einen ritterlichen Statthalter explizit verliehen. Der in der besonderen ägyptischen Provinz eingesetzte Statthalter (Praefectus Aegypti) übte das ius gladii generell, aufgrund einer gesetzlichen Ermächtigungsgrundlage, aus. Dem senatorischen Statthalter stand das Schwertrecht unverändert weiter wie in der Republik zu, so dass es keiner zusätzlichen, kaiserlichen Bestätigung bedurft hätte. Untergeordnete Instanzen, welchen das ius gladii nicht verliehen worden war, mussten entsprechende Rechtsfälle an die höhere Instanz, unter Umständen bis nach Rom vor den Kaiser, zur Entscheidung weiterleiten.
Aus organisatorischen Gründen wurde durch Diokletian die Kapitalgerichtsbarkeit jedem Statthalter unabhängig von seinem Stand verliehen. 

## Schranken
Während die Kapitalgerichtsbarkeit gegenüber den Provinzialen ohne römisches Bürgerrecht keiner Einschränkung unterworfen war, stand dem römischen Bürger grundsätzlich die Appellation zur Verfügung, welche eine letztendliche einzuholende Entscheidung des Kaisers notwendig machen konnte. Eine Überstellung an den Kaiser war bei Angehörigen der Oberschicht einer Provinz mit römischen Bürgerrecht und insbesondere bei Militärangehörigen, die mindestens den Dienstgrad eines Zenturios bekleideten, üblich. Lediglich in Krisenzeiten, deren erfolgreiche Bewältigung jede zeitliche Verzögerung verhindert hätte, konnte von dieser Maxime abgewichen werden.